# Slavi-Soucek-Preis
Der Slavi-Soucek-Preis für Grafik wird seit 1973 vom Land Salzburg verliehen.

## Preis und Stipendium
Der nach Slavi Soucek benannte Preis für Grafik wurde ab 2005 alle drei Jahre verliehen und ist mit 4000 Euro (2010) dotiert. In den Zwischenjahren wurde das Slavi-Soucek-Stipendium mit 3000 Euro (2010) vergeben. Der Stipendiat kann ein halbes Jahr in der Grafischen Werkstatt im Traklhaus arbeiten und dort weitere Erfahrung im Bereich der Drucktechnik sammeln.

## Preisträger
| Jahr | Slavi-Soucek-Preis       | Slavi-Soucek-Stipendium                              |
| ---- | ------------------------ | ---------------------------------------------------- |
| 1973 | Slavi Soucek             |                                                      |
| 1975 | Hubert Fischlhammer      |                                                      |
| 1978 | Hans Müller              |                                                      |
| 1980 | Richard Hirschbäck       |                                                      |
| 1981 | Otto Beck                |                                                      |
| 1982 | Heinz Göbel              |                                                      |
| 1983 | Werner Otte              |                                                      |
| 1984 | Herwig Bayerl            |                                                      |
| 1985 | Hans Weyringer           |                                                      |
| 1986 | Eva Möseneder            |                                                      |
| 1988 | Hermann Ober             |                                                      |
| 1989 | Konrad Winter            |                                                      |
| 1990 | Anton Drioli             |                                                      |
| 1992 | Herbert Breiter          |                                                      |
| 2001 |                          | Elisabeth Schmirl, Wilhelm Scherübl und Erich Gruber |
| 2003 |                          | Birgit Pleschberger                                  |
| 2004 | Wolfgang Eibl            |                                                      |
| 2005 |                          | Helga Gasser                                         |
| 2006 |                          | Siegfried Zaworka                                    |
| 2007 | Marianne Manda           |                                                      |
| 2008 |                          | Stefan Heizinger, Horst Steinacher                   |
| 2009 |                          | Fabian Fink                                          |
| 2010 | Rudolf Schönwald         |                                                      |
| 2011 |                          | Stefan Kreiger                                       |
| 2012 |                          | Sylvia Caba                                          |
| 2013 | Bernhard Lochmann        |                                                      |
| 2014 |                          | Frank Furtschegger                                   |
| 2016 | Eva Möseneder (nochmals) |                                                      |
| 2017 |                          | Tina Greisberger                                     |
| 2018 |                          | Pavla Czeinerová                                     |
| 2019 | Monika Pichler           |                                                      |